# كارولين دافيرناس
كارولين دافيرناس (بالإنجليزية: Caroline Dhavernas)‏ مواليد 15 مايو 1978 في مونتريال، كيبك، كندا، هي ممثلة كندية بدأت مسيرتها الفنية عام 1990.

## الأعمال

### أفلام
- ديفل (الدور: إلسا )

### مسلسلات
- الهادئ (مسلسل قصير) (الدور: فيرا كيلر)
- هانيبال (مسلسل تلفزيوني) (الدور: الدكتورة الانا بلوم)

## روابط خارجية
- كارولين دافيرناس على موقع IMDb (الإنجليزية)
- كارولين دافيرناس على موقع ألو سيني (الفرنسية)
- كارولين دافيرناس على موقع أول موفي (الإنجليزية)
- كارولين دافيرناس على موقع قاعدة بيانات الأفلام السويدية (السويدية)
- كارولين دافيرناس على موقع إن إن دي بي (الإنجليزية)
- كارولين دافيرناس على موقع قاعدة بيانات الفيلم (الإنجليزية)
- كارولين دافيرناس على موقع كينوبويسك (الروسية)